# Lyng
Lyng es una localidad situada en Norfolk, Inglaterra (Reino Unido). Tiene una población estimada, a mediados de 2019, de 865 habitantes.
Está ubicada al noreste de la región Este de Inglaterra, cerca de la ciudad de Norwich —la capital del condado— y de la costa del mar del Norte.